# Manilkara maxima
Manilkara maxima är en tvåhjärtbladig växtart som beskrevs av Terence Dale Pennington. Manilkara maxima ingår i släktet Manilkara och familjen Sapotaceae. IUCN kategoriserar arten globalt som sårbar. Inga underarter finns listade i Catalogue of Life.